# Mozes verdedigt de dochter van Jetro

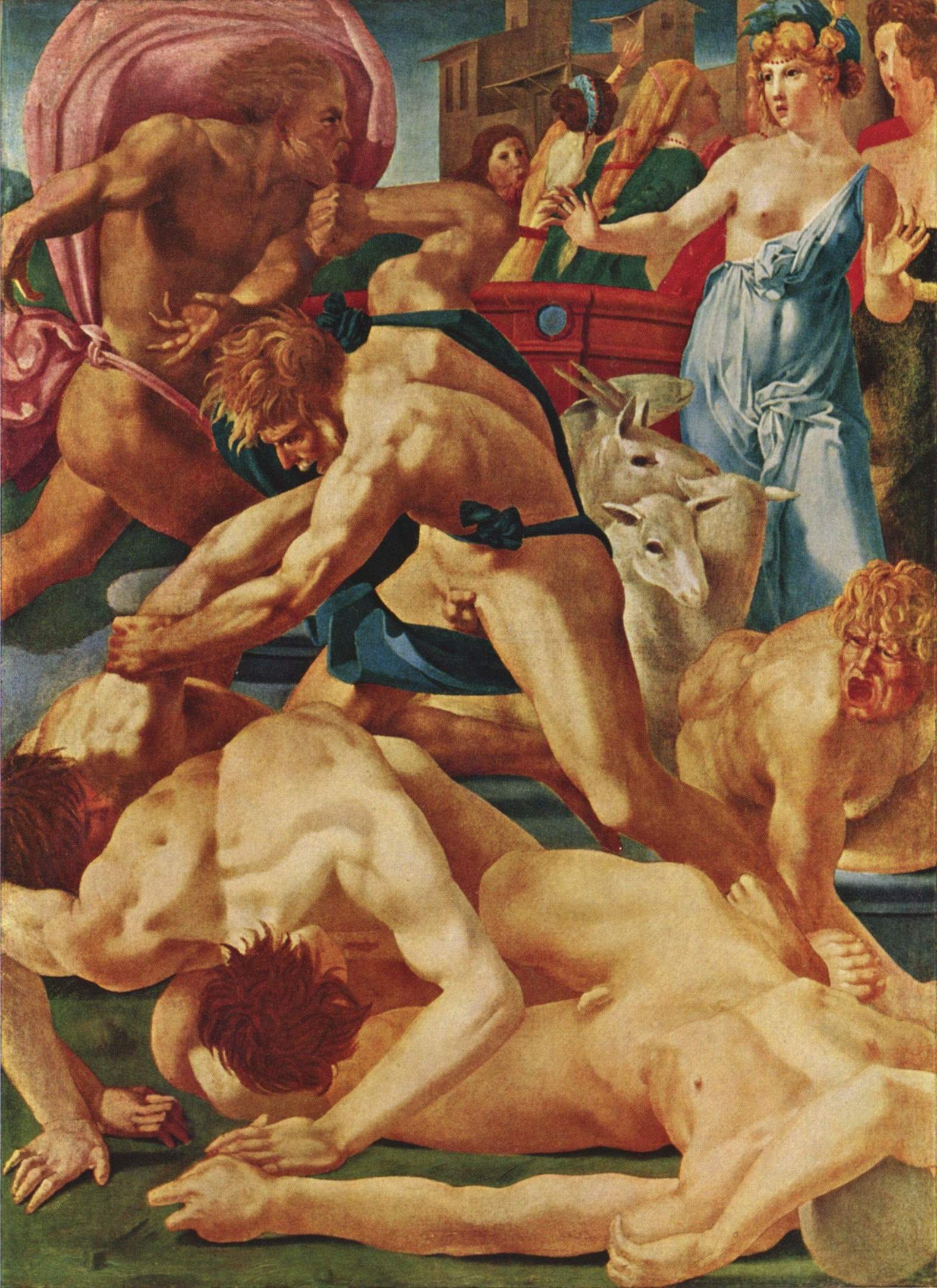
Mozes verdedigt de dochter van Jetro

Mozes verdedigt de dochter van Jetro is een schilderij van de Italiaanse schilder Rosso Fiorentino, gemaakt rond 1523.  Het schilderij hangt in de Uffizigalerij in Florence.

## Compositie
Fiorentino gebruikte zachte kleuren in zijn schilderij. Verticalen zijn moeilijker te vinden, waardoor het schilderij niet zo evenwichtig is wat normaal wel zo was in de renaissance.

## Verhaal
Jetro is een figuur uit de (Hebreeuwse) Bijbel. Hij was een Midjanietisch priester. De zeven dochters van Jetro, waaronder Zippora de latere vrouw van Mozes, werden op een dag aangevallen terwijl ze de drinkbakken van het vee wilden verversen. Een paar herders wilden hen verjagen. Maar dan komt Mozes redding brengen, hij valt de herders aan. Nadien helpt hij de meisjes nog met het verversen van het water.